# Gødning (dokumentarfilm)
Gødning er en dansk dokumentarfilm fra 1987 instrueret af Per Larsen.

## Handling
Filmen viser, hvad NPO Handlingsplanen betyder for landmandens bedrift. En maskinkonsulent og en kommuneingeniør giver deres vurdering af loven.